# Cryptanura striata
Cryptanura striata là một loài tò vò trong họ Ichneumonidae.